# Роструп, София
София Роструп, урождённая Якобсен (дат. Sofie Rostrup; 7 августа 1857, Сёндерхольм — 25 января 1940, Копенгаген) — датский энтомолог. Внесла большой вклад в изучение сельскохозяйственных вредителей Дании и разработку методов борьбы с ними.

## Биография
София Роструп родилась 7 августа 1857 года в Сёндерхольме близ Нибе. Её родителями были приходской священник Фредерик Теодор Якобсен и его жена Полина Элизабет Катрин, урождённая Блихер, происходившая из рода известного датского поэта Стена Стенсена Блихера. Отец обучал девочку латыни и греческому, и она проявляла большие способности к учёбе, особенно интересуясь естественной историей.
София вначале обучалась на учительницу, сдав соответствующие экзамены в 1879 году, а затем в 1884 году поступила в университет, где выбрала в качестве специальности биологию. Больше всего её привлекала энтомология, которой она занималась под руководством выдающегося энтомолога Йёргена Скьётте. В 1889 году она окончила университет, став первой женщиной в Дании, получившей степень магистра.
В 1885 году София Якобсен вышла замуж за зоолога Ганса Гансена, но семь лет спустя супруги развелись. В 1892 году София вновь вышла замуж; её вторым мужем стал Ове Роструп, сын ботаника Эмиля Рострупа. Под влиянием Рострупа- старшего, специалиста по сельскохозяйственным культурам и их болезням, она начала интересоваться прикладной сельскохозяйственной энтомологией. С его помощью и при некоторой поддержке от государства она предприняла, около 1896 года, масштабное исследование вредителей сельскохозяйственных культур. Путешествуя по стране на поезде и на велосипеде, София общалась с фермерами и крестьянами, изучая их опыт и давая им, в свою очередь, практические рекомендации. Подобное непосредственное сотрудничество между академическим учёным и практиками не имело прецедентов в Дании.
В начале XX века, отчасти в результате нашествия насекомых-вредителей в 1905 году, работники сельского хозяйства в Дании в полной мере осознали серьёзность проблемы и важность исследований в этом направлении. В 1907 году была создана экспериментальная биостанция для изучения патологий растений; к работе на ней привлекались консультанты-зоологи и микологи. В 1919 году София Роструп возглавила зоологическую секцию организации и оставалась в этой должности вплоть до выхода на пенсию в 1927 году.
На протяжении 30 лет Роструп опубликовала около 50 научных статей, а также ряд популярных статей и информационных брошюр. Главным её трудом стала монография «Насекомые и другие сельскохозяйственные вредители» (дат. Vort Landbrugs Skadedyr blandt Insekter og andre lavere Dyr), основанная на её собственных полевых исследованиях. Иллюстрированная книга содержала подробные описания различных вредителей и рекомендации по борьбе с ними. Книга многократно переиздавалась в Дании, а в 1931 году была переведена на немецкий язык, принеся Роструп международную известность.
В 1927 году София Роструп была награждена золотой медалью «За заслуги». В том же году она получила престижную датскую премию для женщин Tagea Brandt Rejselegat. В 1928 Стокгольмское энтомологическое общество избрало её почётным членом.
София Роструп умерла в Копенгагене 25 января 1940 года.